# السينتولوجيا والطب النفسي

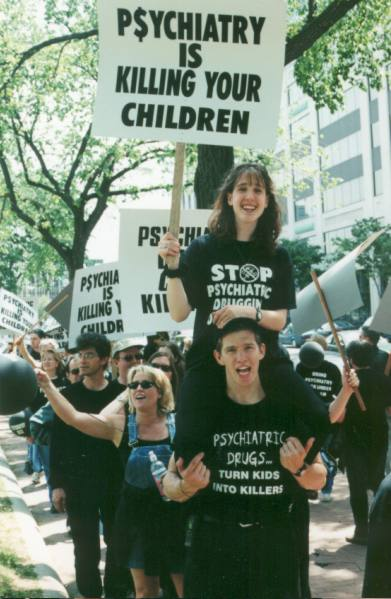
2007 سيونتولوجيين في مظاهرة مناهضة للطب النفسي في واشنطن العاصمة

تأسست كنيسة السينتولوجيا من قبل رون هوبارد في عام 1954، عارضت الديانة السينتولوجية الطب النفسي، ورفضت الاعتراف بالطب النفسي وعلم النفس كاختصاصات طبية. انتقدت الكنسية العلماوية تاريخ الطب النفسي، واعتبرت أنه مسيء وغير ملائم للرعاية. انتقد خبراء الأوساط الطبية والعلمية هذه الآراء وأدانوها، وكانت موضعًا للجدل والخلاف.
خاض رون هوبارد تجارب معقدة ومختلفة مع الطب النفسي. بدأت علاقته مع الطب النفسي بشكل إيجابي وتواصل مع العديد من الأطباء النفسيين في شبابه، طلب العلاج النفسي في مرحلة البلوغ. تطوع هوبارد في عيادة الأمراض النفسية في عام 1948، ونشر بعدها بعامين كتابًا بعنوان «ديانيتيكس: العلم الحديث للصحة العقلية». طلبت بعدها زوجته سارة نورثروب هوليستر، استشارة الأطباء النفسيين في عام 1951، أوصى الأطباء بنقل هوبارد إلى المؤسسات الصحية لتبدأ حينها مرحلة العداوة المتصاعدة بينه وبين الطب النفسي.
ليزا ماكفيرسون هي إحدى معتنقات الديانة السينتولوجية، رفضت العلاج النفسي وغادرت المشفى، توفيت بعدها في مبنى فلاغ لاند بيز في عام 1995.
أثار الممثل الشهير توم كروز الكثير من الجدل في عام 2005، بسبب دعمه للسينتولوجيا ومعارضته العلنية للطب النفسي.

## رون هوبارد والطب النفسي
كان رون هوبارد كاتبًا أمريكيًا لقصص الخيال العلمي والفانتازيا. تحدث عن تجاربه العديدة مع الأطباء النفسيين التي بدأت منذ أن كان عمر 21 عامًا.
نُقل هوبارد إلى المستشفى خلال الحرب العالمية الثانية، وطلب علاجًا نفسيًا في عام 1947. انتقل في العام التالي مع زوجته إلى سافانا، جورجيا، وراود فيها عيادةً للأمراض النفسية. نشر هوبارد كتابه (ديانيتيكس: العلم الحديث للصحة العقلية) في عام 1950.
طلبت زوجة هوبارد استشارة الأطباء النفسيين الذين أوصوا بنقله إلى مصحة علاج الفصام الزوراني في عام 1951، انفصل هوبارد عن زوجته وأسس ديانة السينتولوجيا، وهي حركة دينية مناهضة للطب النفسي.

### نظرة شاملة
تغيرت آراء هوبارد في الطب النفسي مع مرور الوقت. تحدث هوبارد بشكل إيجابي عن تجاربه مع الأطباء النفسيين خلال طفولته في عشرينيات وثلاثينيات القرن الماضي. ذهب برفقة الطبيب النفسي جوزيف تومسون في رحلة عبر المحيط من سياتل إلى واشنطن، كان حينها في الثانية عشرة من عمره. تحدث بطريقة إيجابية مماثلة عن تجارب المراهقين والشباب مع الطبيب النفسي ويليام ألانسون وايت في واشنطن. تضمنت بعض أعمال هوبارد اعترافات لكل من تومسون ووايت، وادعى لاحقًا أنه تلقى تدريبًا سريريًا من تومسون ووايت.
انتقد هوبارد بعض الأطباء النفسيين ومؤسسات الطب النفسي، مثل وينفرد أوفر هولسر ومؤسسة واشنطن لعلاج الفصام، في المقابل تحدث بشكل إيجابي عن مشرف مستشفى الطب النفسي ويليام ألانسون وايت.
نُقل هوبارد إلى المستشفى العسكري أوك نول خلال الحرب العالمية الثانية. كتب رسالة إلى وزارة شؤون المحاربين القدامى وطلب فيها العلاج النفسي في عام 1947. انتقل هوبارد وزوجته سارة في العام التالي إلى سافانا، جورجيا، وراود فيها عيادةً خيرية للصحة العقلية.
تطوع هوبارد في الجمعيات الخيرية، وساعد المرضى النفسيين خلال فترة وجوده في سافانا. بدأ في تلك الفترة العمل على كتاب علم النفس، تحدث فيه عن سبب وعلاج التوتر العصبي. نشر في العام التالي كتابه (ديانيتيكس: العلم الحديث للصحة العقلية).
استشارت زوجة هوبارد الأطباء النفسيين في عام 1951، وأوصوا بإرساله إلى مؤسسة صحية. كانت ردة فعل هوبارد بأن اختطف زوجته أولًا، ثم ابنته التي أخذها وهرب إلى هافانا. أعاد هوبارد ابنته بعد أن أعلنت سارة قصتها. حاول هوبارد دحض الادعاءات العامة بمرضه العقلي واستشار حينها وللمرة الأخيرة طبيبًا نفسيًا. بدأت بعدها رحلة العداء بينه وبين الطب النفسي. حاول هوبارد تحديد الأطباء النفسيين المخربين، كتب في أوائل السبعينيات عن إعادة تعريف كلمة طبيب نفسي لتعني عدوًا معاديًا للمجتمع.

## كنيسة السينتولوجيا والطب النفسي
صدر كتاب (صدق ما تحب) في عام 1969، ووصف محاولة أعضاء السينتولوجيا للتسلل سرًا إلى الجمعية الوطنية للصحة العقلية في بريطانيا وتغيير السياسة الرسمية ضد علاج الصحة العقلية. على الرغم من طردهم من المنظمة بعد الكشف عن هويتهم وأهدافهم، رفعت كنيسة السينتولوجيا بعد ذلك عددًا من الدعاوى ضد الجمعية الوطنية للصحة العقلية.
عملية بياض الثلج هي حملة من قبل كنيسة السينتولوجيا لتطهير السجلات المناهضة للسينتولوجيا ومؤسسها رون هوبارد، اكتُشفت هذه الحملة في عام 1980، خطط عملاء السينتولوجيا في مكتب الجارديان لحملة مماثلة ضد الاتحاد العالمي للصحة العقلية والجمعية الوطنية للصحة العقلية في الوقت نفسه.

يمكن التعبير عن آراء السينتولوجيا من قبل رئيسها في الاقتباس التالي:
ما تعارضه الكنيسة هو علاجات نفسية وحشية وغير إنسانية. وهي تقوم بذلك لثلاثة أسباب رئيسية: 1) الإجراءات الطبية مثل الصدمات الكهربائية والأدوية النفسية والجراحة الفصية تضر وتؤذي الناس تحت عنوان المساعدة، 2) الطب النفسي ليس علمًا وليس له طرق مثبتة لتبرير تمويله بمليارات الدولارات من الأموال الحكومية، 3) نظريات الطب النفسي القائلة بأن الإنسان مجرد حيوان قد استُخدمت لتبرير قتل الإنسان، على سبيل المثال، القتل في الحربين العالميتين الأولى والثانية. 
تدعي كنيسة السينتولوجيا أن عدد أعضائها في جميع أنحاء العالم يزيد عن الثمانية ملايين، وهو إجمالي الأشخاص الذين خضعوا لدورة السينتولوجيا التمهيدية. بلغ عدد الأعضاء في الولايات المتحدة الأمريكية 3.5 مليون عضو بحسب ادعاءات الكنيسة، وجدت دراسة استقصائية مستقلة أن عدد معتنقي دين السينتولوجيا في الولايات المتحدة هو قرابة 55000. تضم الجمعية الأمريكية للطب النفسي والجمعية الأمريكية لعلم النفس، 38000 و148000 عضوًا على التوالي.

لم يهتم أخصائيو الصحة العقلية بالمواد والقضايا التي نشرتها السينتولوجيا ولجنة رعية حقوق الإنسان التابعة للكنيسة السينتولوجية، وباستثناء جلسات المحاكم والمنشورات الإعلامية والتجمعات العامة، لم تحظى المواد المنشورة بالكثير من الاهتمام. جاء في المراجعة القصيرة لبروفيسور علم النفس بنيامين بايت هلامي عن كتاب (الأطباء النفسيون: الرجال وراء هتلر):
جذبت السينتولوجيا الكثير من الاهتمام من خلال جهودها الدعائية ضد ما تسميه الطب النفسي. وقد انطوى ذلك على نفقات كبيرة وجهود تنظيمية لمجموعة متنوعة من الجبهات. كان كتاب (الأطباء النفسيون: الرجال وراء هتلر مثالًا واضحًا)، فهو يثبت بشكل حاسم أن الحملة متجذرة في الذهان الكبريائي والجهل المتقع. توضح قراءة الكتاب أن المؤلفين ببساطة ليس لديهم أي فكرة عن ماهية الطب النفسي، ولا أنصح بإضاعة الوقت على قراءته.

### توم كروز
كان توم كروز صريحًا جدًا في معارضته استخدام الأدوية النفسية، وقد أبدى اهتمامًا واضحًا بهذه القضية خلال مقابلة إعلامية أجراها بتاريخ 25 يونيو 2005، أثار موقفه الكثير من الانتقادات من قبل الأطباء النفسيين وغيرهم من الأطباء (الجمعية الأمريكية للطب النفسي) والمنظمة العامة للصحة العقلية، والأفراد الذين يعانون من الاكتئاب.
أدلى كروز بتصريح مثير للجدل في يناير 2004 (أعتقد أنه يجب منع الطب النفسي). وأثار مزيدًا من الجدل في عام 2005 عندما انتقد الممثلة بروك شيلدز لاستخدامها دواء باكسيل (باروكستين)، الذي استخدمته للشفاء من الاكتئاب الذي أصابها بعد ولادة طفلها الأول عام 2003. وأكد كروز أن الطب النفسي هو شكل من أشكال العلوم الزائفة. 
عززت تعليقات كروز الوصمة الاجتماعية للمرض العقلي بحسب السلطات الطبية. وصفت شيلدز تعليقات كروز بأنها إساءة للأمهات في كل مكان. اعتذر كروز عن تعليقاته في أواخر أغسطس 2006.